# ウィビ・スルヤディ
ウィビ・スルヤディ（Wibi Soerjadi、1970年3月2日-）とは、オランダのクラシックピアニスト。

## 来歴
1970年3月2日にインドネシア系オランダ人としてライデンに生まれる。11歳でピアノに触れ12歳から本格的に学びはじめた。クラシックのプロ・ピアニストを目指すには3～5歳からの学習開始が通常であり、プロとしては極めて遅いスタートとなる中、約4年後にはクリスティーナ王女コンクールにて優勝。その才能が注目されアムステルダムのスウェーリンク音楽院に進学し最高評価にて卒業。1989年のフランツ・リスト国際ピアノ・コンクールでは最年少ながら3位。1993年以降ロイヤル・コンセルトヘボウ管弦楽団との共演でクリスマスリサイタルを大ホールにて開催し、毎年完売している。1996年11月22日にはアメリカカーネギー・ホールにてデビュー・リサイタルを開催した。その会場は""熱狂的″であったと伝えられる。2007年にはオランダベアトリクス女王のスロヴァキア訪問へ外交随員として同行し、スロヴァキア大統領・オランダ女王臨席での演奏会を実施した。同年オランダ王国オレンジ・ナッソー勲章（Ridder in de Orde van Oranje-Nassau）叙勲し騎士に列せられている。2008年にはゼルダの伝説、マリオブラザーズなどのゲーム音楽にチャレンジしている。2009年に突発性の難聴を患ったが、数ヵ月後の演奏を成功させ復帰。国内外に限らず演奏旅行の際には、自ら愛用するスタインウェイのピアノを持ち込み演奏する。楽器への負担を減らすためか、オランダ国内での活動が多く、現時点（2011年）では来日公演記録はない。なお、翻訳によっては、ソエリャディあるいはウィービ・セルヤーディと記載される例も見受けられる。

## 陽気なピアニスト
ピアニストとしての階段を登るにつれ、オランダやドイツZDFなどの有力テレビに度々招かれ演奏披露やインタビューを受けていたが、気さくでありながら上品かつ陽気な性格が人気を呼び、一時期クラシックピアニストにしては珍しいことだが自らのテレビ番組を持っていた。彼のコンサート映像には、（これもピアノのコンサートしては珍しく）観客が大爆笑しているシーンも度々録画されており、ユーモアと茶目っ気溢れる性格が垣間見える。また、映画パイレーツ・オブ・カリビアンのテーマ曲を、左手で演奏しインターネット動画配信サイトに投稿した事もある。その際は海賊に扮装した上で、右手にカギのフックを装着し、最後の一音だけ右手を使うという芸の細かいものだった。ショパンを虚飾を排除し硬派かつ正統派な演奏を行ったかと思えばアンコールで突如ディズニーやハリウッドものの映画音楽を演奏したり、保守・伝統的な演奏をした後に、サン＝サーンスの白鳥など定番曲を"聞いたことがないような別の作曲家風"にアレンジし演奏したりと、保革入り交えた新たなスタイルのコンサートは、地盤沈下しつつあったオランダクラシック人気を復興させつつある。オランダを代表するピアニストではあるが、世界のトップ奏者と比べると教育開始が遅れたせいか、僅かな技量不足を惜しむ意見もあり、教育開始時期が遅れたことが悔やまれるが、その事についてインタビューを受けても環境への不満を述べないばかりか、多くの人々に深い感謝の言葉を述べている。また、オランダのインドネシア植民地支配について、インタビューを受けても「謝罪や反省」ではなく、「寛容と許し」で臨み、過ぎ去った事を言及するよりも未来に向けて新しい音楽へ挑戦する事が重要だと述べている。音楽的な技量や技術以上に、その陽気さや性格からオランダ国民に愛されるピアニストである。

## 主な受賞歴
- 1985 - クリスティーナ王女コンクール　優勝（First prize at the Princess Christina Concours in The Hague）
- 1988 - First prize at the National Eurovision Competition for young musicians
- 1989 - フランツ・リスト国際ピアノ・コンクール ３位（Tird prize at the International Franz Liszt Piano competition in Utrecht）
- 1990 - Elisabeth Evertsprijs prize for extremely talented musicians
- 1998 - Echo Klassik Award from the Deutsche Phonoakademie in Hamburg
- 1999 - Edison Classical Music Award recipient

## Collaborations
- Residence Orchestra,
- ロッテルダム・フィルハーモニー管弦楽団,
- Radio Philharmonic Orchestra,
- Orquesta de Valencia,
- Orquesta Sinfonica Ciudad de Oviedo,
- Tchaikovsky Symphony Orchestra Moscow,
- Leipzig Gewandhaus Orkest, and
- ロンドン・フィルハーモニー管弦楽団

## Discography

### CD
- 1989 Live at Vredenburg (Erasmus)
- 1996 A Touch of Romance (Philips)
- 1997 Live at Carnegie Hall
- 1997 Liszt for Lovers: Piano Dreams of Love and Passion(Philips)
- 1998 Plays Chopin (Philips)
- 2000 Rachmaninov Pianoconcerts Nrs. 2 & 3
- 2003 Pieces of a Dream
- 2004 Encore (Soerjadi Records)
- 2006 All-Time Classics

多くのCDがオランダにてゴールドディスクを達成。